# Eulepidotis vincentiata
Eulepidotis vincentiata là một loài bướm đêm trong họ Erebidae.